# The Social Code
The Social Code est un film américain réalisé par Oscar Apfel, sorti en 1923.

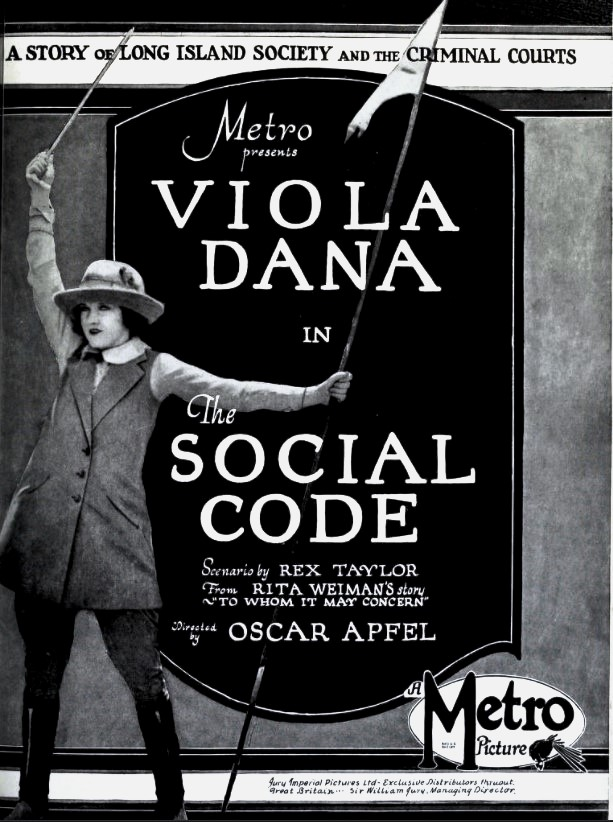
Annonce pour le film.

Le film est un film muet avec des intertitres, qui raconte l'histoire d'une jeune femme sauvant son amant de la peine de mort, et aide sa sœur ainée. 

## Fiche technique
- Réalisation : Oscar Apfel

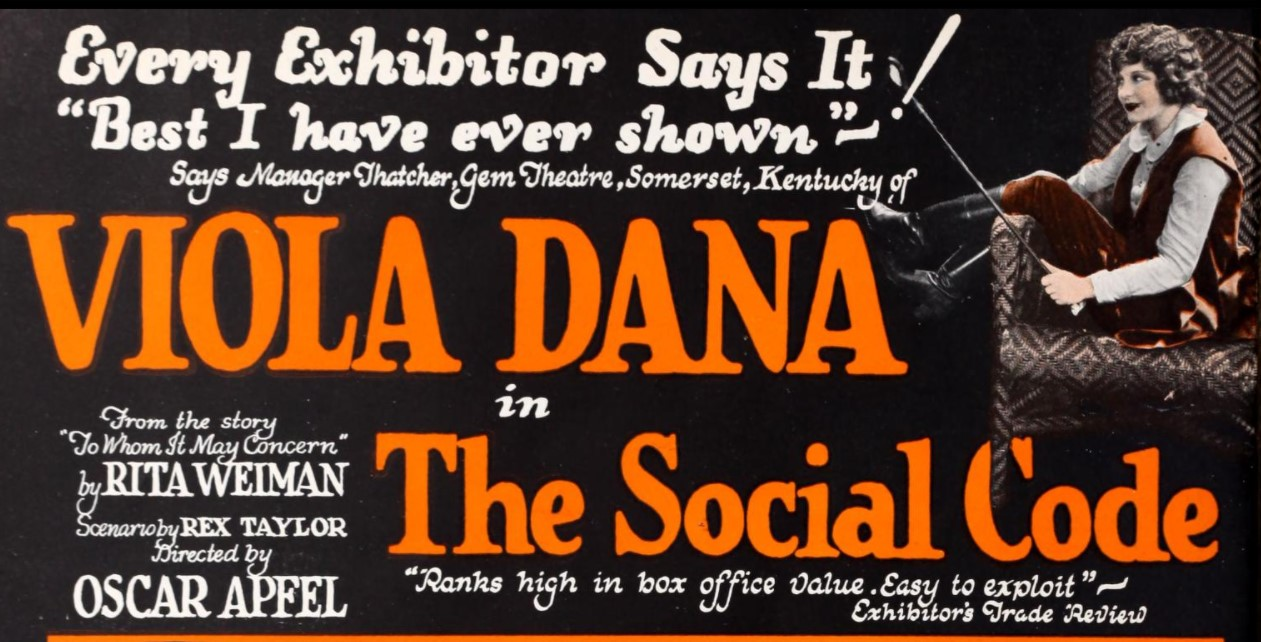
Annonce pour le film.

- Scénario : 	Rex Taylor d'après "To Whom It May Concern) de  Rita Weiman
- Photographie : John Arnold
- Genre : Mystère[2]
- Production : Metro Pictures
- Distributeur : Metro Pictures
- Durée : 50 minutes
- Date de sortie : 16 octobre 1923
- Ratio : 1.33 : 1

## Distribution
- Viola Dana : Babs Van Buren
- Malcolm McGregor : Dean Cardigan
- Edna Flugrath : Connie Grant
- Huntley Gordon : Juge Evans Grant
- Cyril Chadwick : Colby Dickinson
- William J. Humphrey: District Attorney
- John St. Polis : avocat de la défense